# مراقبة الشبكة
يصف مصطلح مراقبة شبكة الاتصال استخدام نظام من خلاله يتم الرصد الدائم لشبكة حاسوب لمكوناتها البطيئة أو المعطلة كما يلاحظ مسئول الشبكة (عن طريق البريد الالكتروني أو البيجر أو وسيلة إنذار أخرى) في حالات التوقف. فهي مجموعة ثانوية من الوظائف متضمنة في إدارة الشبكة.

## التفاصيل
بينما يقوم نظام كشف التسلل بمراقبة شبكة لمنع المخاطر من خارجها فإن نظام مراقبة الشبكة يقوم بمراقبة الشبكة لمنع المشاكل التي تطرأ نتيجة لزيادة العبء أو لتحطم أجهزة الحواسب الخادمة أو توصيلات الشبكة أو أي أجهزة أخرى.
فعلى سبيل المثال، لتحديد حالة خادم ويب، ربما يرسل برنامج المراقبة بشكل دوري طلب بروتوكول نقل النص الفائق لإحضار إحدى الصفحات. وبالنسبة لخوادم البريد الإلكتروني، فربما تُرسَل رسالة اختبار من خلال بروتوكول إرسال البريد البسيط والذي يُسترد بواسطة بروتوكول الوصول لرسائل الإنترنت أو بروتوكول مكتب البريد.
ويعد قياس [وقت الاستجابة] و[درجة الاستعداد] و[مدى الاستمرار] من القياسات الأكثر شيوعا، على الرغم من أن قياسات الاتساق والقدرة على الاعتماد بدأت في كسب المزيد من الشعبية. وقد كان لسرعة انتشار أجهزة [تحسين شبكة الاتصال الواسعة (WAN)] تأثير عكسي على أغلب أدوات مراقبة الشبكة—وبالأخص فيما يتعلق بالقياس الدقيق لوقت استجابة نهاية إلى نهاية لأنها تحد من إدراك وقت الإرسال ثم التلقي.
وعادة ما تؤدي حالات فشل طلب الحالة—مثل عند تعذر إنشاء اتصال أو عند انتهاء مهلته أو عند تعذر استرداد مستند أو رسالة – إلى استدعاء إجراء من جانب نظام المراقبة.
وتختلف هذه الإجراءات – فريما ترسل رسالة تحذير (من خلال خدمة الرسالة القصيرة والبريد الإلكتروني وخلافه) إلى [مدير الشبكة] المقيم، ويتم تنشيط الأنظمة الآلية لتجاوز الفشل لوقف الخادم المعطل عن العمل حتى يمكن إصلاحه إلى غير ذلك من الإجراءات.
تُعرف عملية مراقبة أداء [الارتباط الأعلى] لـ [شبكة اتصال] أيضًا بـ [قياس نقل بيانات شبكة الاتصال]، وقد تم إيراد المزيد من البرمجيات هناك.

## الرسم السطحي لشبكة الاتصال
يمثل الرسم السطحي لشبكة الاتصال منطقة هامة لقياس شبكة الاتصال والتي تتعامل مع مراقبة سلامة الروابط المتعددة في أية شبكة باستخدام مجسات نهاية إلى نهاية والتي تم إرسالها بواسطة عملاء في نقاط أفضل في الشبكة أو الإنترنت.

## التحليل المنطقي للمسار
يعد [التحليل المنطقي للمسار] منطقة أخرى هامة لقياس شبكة الاتصال. فهي تشتمل على الطرق والأنظمة واللوغاريتمات والأدوات لمراقبة وضع توجه شبكات الاتصال، حيث تتسبب مسائل التوجيه أو التوجيه غير الصحيح في هبوط غير مرغوب فيه لأداء الشبكة أو تعطلها.

## الأشكال المتعددة للبروتوكولات
يمكن لخدمة مراقبة موقع الويب التحقق من صفحات بروتوكول نقل النص الفائق وبروتوكول نقل النص التشعبي الآمن وبروتوكول إدارة الشبكات البسيط وبروتوكول نقل الملفات وبروتوكول إرسال البريد البسيط وبروتوكول مكتب البريد وبروتوكول الوصول لرسائل الإنترنت ونظام أسماء النطاقات والقشرة الآمنة وتيلي نت و[طبقة مآخذ التوصيل الآمنة (SSL)] وتي سي بي وآي.سي.إم.بي و[بروتوكول بدء جلسة عمل] وبروتوكول بيانات المستخدم ووسائل النشر الإعلامية وعدد من المنافذ الأخرى مع مجموعة متعددة من الفواصل الزمنية للمراجعة التي تتراوح ما بين كل أربع ساعات إلى كل دقيقة. وعادة ما تجري أغلب خدمات مراقبة الشبكات اختبار لخادمك في أي مكان بين مرة واحدة كل ساعة إلى مرة واحدة في الدقيقة.

## الخوادم حول العالم
عادة ما يكون لخدمات مراقبة الشبكات عدد من الخوادم حول العالم - على سبيل المثال في أمريكا وأوروبا وآسيا وأستراليا وأماكن أخرى. وبحيازة مثل هذه الخوادم المتعددة في نطاقات جغرافية مختلفة، تستطيع خدمة مراقبة الشبكات تحديد مدى توفر خادم ويب عبر الشبكات المختلفة حول العالم. وكلما زاد عدد المواقع المستخدمة، زاد اكتمال الصورة فيما يتعلق بتوفر الشبكات.